# Moršyn
Moršyn (in ucraino Моршин?, in polacco Morszyn) è una città ucraina (5562 abitanti) nel distretto di Stryj, nell'oblast' di Leopoli. Ospita l'amministrazione della comunità territoriale di Moršyn, una delle comunità territoriali dell'Ucraina.
Fino al 18 luglio 2020 Moršyn costituiva una città di rilevanza regionale e apparterneva al Comune di Moršyn. Come parte della riforma amministrativa dell'Ucraina, che ridusse a sette il numero di distretti dell'oblast' di Leopoli la città fu integrata nel distretto di Stryj.